# Стадіон імені Отця Владислава Августинка
Стадіон імені Отця Владислава Августинека (пол. Stadion im. Ojca Władysława Augustynka) — футбольний стадіон у місті Новий Сонч, Польща, домашня арена «Сандеції».
Стадіон побудований та відкритий у 1970 році. У 1990 році добудовано криту трибуну.